# 加尔巴尼亚
加尔巴尼亚（義大利語：Garbagna），是意大利亚历山德里亚省的一个市镇。总面积20.7平方公里，人口739人，人口密度35.7人/平方公里（2009年）。ISTAT代码为006079。